# かんぱに☆ガールズ
『かんぱに☆ガールズ』は、DMMゲームスが開発しDMM.comより配信されていたブラウザゲーム。2014年9月17日サービス開始。略称は「かんぱに」。
2021年7月12日17時をもってサービス終了。

## 概要
プレイヤーは「剣と魔法の世界」の異世界に移転した傭兵会社の社長となり、社員(キャラクター)を集めるファンタジーRPG。社員(キャラクター)の強化と編成、装備の自社開発、社長のみが持つ「社長スキル」でクエストをこなしていき、会社を成長させていく。
パソコン版とスマートフォン版（iOS/Android）で配信されており、互いのセーブデータを共有できる。

## 登場キャラクター
| キャラクター名                           | 声優                  | キャラクターデザイン | 備考                                                                               |
| ---------------------------------------- | --------------------- | -------------------- | ---------------------------------------------------------------------------------- |
| アイシャ・ウェイン                       | 清都ありさ            | 亀小屋サト           | 神威煌心の料理人。神威四天王の一人。                                               |
| カリス・メイ                             | 清都ありさ            | 倉澤もこ             | 神威四天王の一人の半妖。衣装：【水着】                                             |
| ミコト・キサラギ                         | 清都ありさ            | kr4                  | 如月流剣術総師範。衣装：【水着】                                                   |
| アシュテナ・ロッテ                       | 清都ありさ            | がおう               | 破壊と暴力を司るヘルガノン八柱の一柱。                                             |
| ベリト・リヒター                         | 清都ありさ            | H2SO4                |                                                                                    |
| リータ・メアッツア                       | 清都ありさ            | がおう               |                                                                                    |
| パルヴィ・カーシネン                     | 清都ありさ            | キヌガサ雄一         |                                                                                    |
| ヴェロニカ・ローゼン                     | 湯浅かえで            | 小鳥遊啓             | 「ノイバウテン」幹部。衣装：【バレンタイン】                                       |
| ヤミ・カムロ                             | 湯浅かえで            | U35                  | 「ノイバウテン」メンバー。                                                         |
| ギルミア・シア                           | 湯浅かえで            | 倉澤もこ             | ルシェミ族の弓師。衣装：【温泉】                                                   |
| サーガ・ノルドグレン                     | 湯浅かえで            | 白谷こなか           | 「クロムウェル研究所」所属の時魔法士。衣装：【バレンタイン】                       |
| エステル・ノルダール                     | 湯浅かえで            | ゆきさん             |                                                                                    |
| フラウム・リウム                         | 湯浅かえで            | よるしま             |                                                                                    |
| ファティス・ナディア                     | 湯浅かえで            | 都嵩                 |                                                                                    |
| フレデリカ・フレイ                       | 湯浅かえで            | ブリキ               | ワグ・アイツ魔法学校特殊技能科生徒。                                               |
| ロヴィーサ・キエシ                       | 齋藤綾                | イチノセ奏           | 優しきローグ。衣装：【水着】                                                       |
| エッダ・クレーティ                       | 齋藤綾                | イチノセ奏           | 傭兵。                                                                             |
| ヒルダ・ヤーデルード                     | 齋藤綾                | 亀小屋サト           | ワグ・アイツ魔法学校生徒。衣装：【水着】                                           |
| ティナ・グレンヴィル                     | 齋藤綾                | 都嵩                 | 信仰心厚きシスター。EX:【神の末子】衣装：【水着】                                  |
| メルヴィ・ニーロラ                       | 齋藤綾                | Suzuki               | 大怪盗コロネ。                                                                     |
| ルーナ・ディアーナ                       | 齋藤綾                | レルシー             | 元「ノイバウテン」幹部。EX:【静かなる蒼炎】衣装：【正月】                          |
| ツキヨ・ミドウ                           | 齋藤綾                | レルシー             |                                                                                    |
| リア・アイヒロート                       | 齋藤綾                | 真木八尋             |                                                                                    |
| アンナ・イェンシュ                       | 齋藤綾                | よー                 | ヴァルキュリア候補の暗黒騎士。                                                     |
| ステラ・ジシュカ                         | 齋藤綾                | machi                |                                                                                    |
| ヴィオラ・イーハ                         | 齋藤綾                | 月神るな             | ユディタの妹。                                                                     |
| ミカゲ・シラヌイ                         | 小牧未侑              | かたしな             |                                                                                    |
| サラ=ムーン・シエル                      | 本多真梨子            | refeia               | 「ノイバウテン」最高幹部。衣装：【温泉】                                           |
| ライル・ワーウィック                     | 本多真梨子            | ゆきさん             |                                                                                    |
| ハヅキ・ナス                             | 本多真梨子            | 高瀬コウ             | 「那須十一姫」次女。                                                               |
| ヴェルグ・ヴューゼ                       | 尾崎真実              | Tiv                  | ヘルガノン八柱筆頭。                                                               |
| ジスレーヌ・シャネル                     | 尾崎真実              | まさる.jp            | 世界に調和と均衛をもたらす者。衣装：【バレンタイン】                               |
| ラン・カリヤ                             | 小林由依              | 依存                 | 「フジヤマ・エンタープライズ」社員。                                               |
| リディ・カレル                           | 小林由依              | がおう               |                                                                                    |
| トウカ・キサラギ                         | 小林由依              | はんなり甘味         |                                                                                    |
| マルグレット・ベル                       | 岩﨑春奈              | 真木八尋             |                                                                                    |
| メルノア・ヒア                           | 岩﨑春奈              | GAN                  | ルシェミの戦士でアイノアの双子の姉。衣装：【ハロウィン】                           |
| アイノア・ヒア                           | 岩﨑春奈              | GAN                  | ルシェミの癒し手でメルノアの双子の妹。衣装：【ハロウィン】                         |
| レッカ・クジョウ                         | 波田野由衣 / 桜井春名 | 白谷こなか           | "烈火"の雅号を持つ書家。衣装：【ハロウィン】                                       |
| イレーネ・ウィスラー                     | 榊原ゆい              | かたしな             |                                                                                    |
| リュリュ・スロイ                         | 榊原ゆい              | ideolo               |                                                                                    |
| ロッティ・ロイル                         | 榊原ゆい              | 白谷こなか           |                                                                                    |
| アクア・オケアノス                       | 榊原ゆい              | 881                  |                                                                                    |
| イオリ・カイ                             | 榊原ゆい              | 木村樹崇             |                                                                                    |
| イーヴァ・スレイド                       | 榊原ゆい              | refeia               | 闇十字教会"闇十字の聖職者"。衣装：【クリスマス】                                   |
| ダリナ・フェダーク                       | 榊原ゆい              | がおう               |                                                                                    |
| ヒナノ・ナス                             | 朝井彩加              | 白谷こなか           | 「那須十一姫」長女。衣装：【水着】                                                 |
| ヤーイー・ツィイー                       | 朝井彩加              | がおう               | 「ノイバウテン」メンバー。                                                         |
| ヴィルナ・カフィ                         | 朝井彩加              | 空十雲               | 「ノイバウテン」首領秘書。                                                         |
| ソーニャ・ノベール                       | 朝井彩加              | イチノセ奏           | ワグ・アイツ魔法学校卒業生。                                                       |
| イーディ・リァン                         | 朝井彩加              | まさる.jp            | 神威煌心丞相補佐。                                                                 |
| ミュセル・ユーゲント                     | 氷青                  | まさる.jp            | 公国レマルギア円卓騎士第六位でミュリアの妹。衣装：【クリスマス】                   |
| シュトリー・バッシュ                     | 氷青                  | 赤りんご             | ルシェミ族の姫君。                                                                 |
| キリカ・コノハナ                         | 氷青                  | 秋                   | 「フジヤマ・エンタープライズ」社員。                                               |
| レイファン・ロウ                         | 氷青                  | カヅチ               | 公国レマルギア円卓騎士第三位。                                                     |
| エルミナ・ロムベルク                     | 氷青                  | 小鳥遊啓             | 王国クオリア聖騎士団将軍。                                                         |
| レレク・マハ                             | 氷青                  | 如月瑞               |                                                                                    |
| エリエ・レル                             | 門脇舞以              | U35                  | エクル族の女王候補筆頭。衣装：【水着】                                             |
| レオナ・ド・リール                       | 門脇舞以              | 茶葉猫               |                                                                                    |
| チカ・ミツルギ                           | 門脇舞以              | ゆきさん             | 公国レマルギア円卓騎士第十二位。衣装：【クリスマス】                               |
| カミユ・プラムレイ                       | 門脇舞以              | わだつみ             | "グリムリーパー"の異名を持つ暗殺者。                                               |
| レン・アーデルング                       | 門脇舞以              | 長頼                 | 公国レマルギア円卓騎士第十三位。                                                   |
| カレナ・ストレーム                       | 門脇舞以              | 天草帳               | ワグ・アイツ魔法学校生徒。                                                         |
| カタリナ・デ・カルナ                     | 門脇舞以              | 月神るな             | 闇十字教会「黒衣聖母」隊長。                                                       |
| イリヤスフィール・フォン・アインツベルン | 門脇舞以              | SILVER LINK.         | 『Fate/kaleid liner プリズマ☆イリヤ ドライ!!』コラボ社員                           |
| クルル・アルミナ                         | 成瀬未亜              | 倉澤もこ             |                                                                                    |
| クララ・アルミナ                         | 成瀬未亜              | 倉澤もこ             |                                                                                    |
| ミュリア・ユーゲント                     | 成瀬未亜              | まさる.jp            | 公国レマルギア円卓騎士第七位でミュセルの姉。衣装：【クリスマス】                   |
| ミル・ド・レイユ                         | 成瀬未亜              | 小鳥遊啓             |                                                                                    |
| マリア・ヤーデルード                     | 成瀬未亜              | がおう               | ワグ・アイツ魔法学校教師。                                                         |
| ナハノ・プラテナ                         | 成瀬未亜              | 倉澤もこ             |                                                                                    |
| リーチャ・リミニ                         | 成瀬未亜              | レルシー             |                                                                                    |
| クラリス・リグビー                       | 小野早稀              | カヅチ               |                                                                                    |
| アイタナ・フェリン                       | 小野早稀              | まさる.jp            |                                                                                    |
| ヴィヴィアーヌ・ドレ                     | 生天目仁美            | 犬神リト             | 引っ込み思案の剣士。衣装：【ハロウィン】                                           |
| ロニヤ・エドヴァール                     | 生天目仁美            | 亀小屋サト           | ワグ・アイツ魔法学校生徒。                                                         |
| オイリ・フフタラ                         | 生天目仁美            | ぐる                 | 王国クオリア諜報部員。                                                             |
| アレナ・ツィガーネク                     | 生天目仁美            | タケダ一樹           | 「サンシャイン・ナイツ」サブリーダー。                                             |
| カーヤ・クヴァンツ                       | 生天目仁美            | 都嵩                 |                                                                                    |
| テーア・デ・ヴィータ                     | 生天目仁美            | キキ                 |                                                                                    |
| ローザ・ルウェリン                       | 生天目仁美            | てるみぃ             |                                                                                    |
| セリア・ゴセック                         | 生天目仁美            | 秋                   |                                                                                    |
| ナナセ・カイ                             | 生天目仁美            | 木村樹崇             | 甲斐流当主。                                                                       |
| フローラ・フェルミ                       | 生天目仁美            | O嬢                  |                                                                                    |
| ヴィエノ・ルオッカ                       | 生天目仁美            | 葛西心               |                                                                                    |
| アデリーナ・オルミ                       | 生天目仁美            | オサム               | 王国クオリア聖騎士団筆頭団長。                                                     |
| ホリー・バルバーニー                     | 生天目仁美            | のん                 | 放浪の聖女。                                                                       |
| ユディタ・イーハ                         | 生天目仁美            | 月神るな             | 弓使いの少女で、ヴィオラの姉。衣装：【水着】                                       |
| ローズ・ル・ヴァリエ                     | 佐藤利奈              | 小鳥遊啓             | 元公国レマルギア円卓騎士。衣装：【水着】                                           |
| エマ・ナイトレイ                         | 戸板優衣              | 881                  | バッシュ家のメイド。ワグ・アイツ魔法学校の優等生だったが卒業直前に中退。           |
| ミア・フェアクロフ                       | 戸板優衣              | レルシー             |                                                                                    |
| マイア・テラスト                         | 戸板優衣              | ゆきさん             | 神威、雲隠の忍。闇十字教会所属。                                                   |
| レリア・ロロット                         | 伊藤静                | 朱シオ               |                                                                                    |
| エヴァ・ハルバート                       | 伊藤静                | 犬神リト             | 「グリーンスリーヴス」メンバー。                                                   |
| キリノ・シイナ                           | 伊藤静                | 野崎つばた           |                                                                                    |
| ディタ・ドレイシー                       | 伊藤静                | コヨリ               | 「グリーンスリーヴス」メンバー。                                                   |
| マリカ・イオンミ                         | 伊藤静                | かたしな             | 元王国クオリア聖騎士団部隊長。衣装：【バレンタイン】                               |
| アリシア・アシェル                       | 伊藤静                | 木村樹崇             | ワグ・アイツ魔法学校生徒。                                                         |
| クリスティン・フィー                     | 伊藤静                | ゆきさん             | 孤児院「向日葵の家」院長。衣装：【水着】                                           |
| キョウカ・ニオ                           | 伊藤静                | まさる.jp            |                                                                                    |
| モニク・ワロキエ                         | 伊藤静                | 天草帳               | ワロキエ家当主。EX:【魔騎士】、【聖騎士】衣装：【水着】、【正月】                  |
| ユーニス・イェイツ                       | 伊藤静                | 天草帳               |                                                                                    |
| ユスティーナ・ユハナ                     | 伊藤静                | おかざきおか         |                                                                                    |
| ジークリット・エンデ                     | 伊藤静                | 天草帳               | 公国レマルギア円卓騎士第八位。衣装：【水着】                                       |
| シオン・セト                             | 伊藤静                | あいにぃ1号          | 公国レマルギア円卓騎士第二位。                                                     |
| イェニー・マイエ                         | 小笠原早紀            | クロごま             |                                                                                    |
| ロミルダ・ボルク                         | 小笠原早紀            | 亀小屋サト           |                                                                                    |
| ドリス・レーン                           | 小笠原早紀            | 十五日               | ワグ・アイツ魔法学校生徒。                                                         |
| フラヴィア・シレア                       | 小笠原早紀            | 犬神リト             |                                                                                    |
| フラヴィ・ディヴリー                     | 小笠原早紀            | かたしな             | 「KCIS」主任。                                                                     |
| フェリシア・ファルク                     | 小笠原早紀            | 出雲 文              | ワグ・アイツ魔法学校生徒。                                                         |
| ジュスタ・マーリ                         | 小笠原早紀            | Suzuki               |                                                                                    |
| ティルダ・ブラード                       | 小笠原早紀            | 茶葉猫               | ワグ・アイツ魔法学校生徒。                                                         |
| レティシア・ボレル                       | 小笠原早紀            | しもふり おにく      |                                                                                    |
| アン・アップルトン                       | 小笠原早紀            | のらぺこ             | 転移者の医学生で社長の幼馴染み。                                                   |
| リリアナ・バールテク                     | 小笠原早紀            | まさる.jp            | 鷹の目の弓師。EX:【精霊の熾徒】                                                    |
| エリーヌ・ルエル                         | 小笠原早紀            | 乃希                 |                                                                                    |
| カレン・ヴォーン                         | 藤村歩                | イチノセ奏           | 王国クオリア聖騎士団ノエミ隊メンバー。                                             |
| ハルカ・ミクリヤ                         | 藤村歩                | Nnyu                 |                                                                                    |
| リン・マナカ                             | 藤村歩                | 如月瑞               |                                                                                    |
| ソフィ・ヴュイーヨ                       | 藤村歩                | タケダ一樹           | 「サンシャイン・ナイツ」リーダー。                                                 |
| イオランダ・バルビ                       | 藤村歩                | kuzumochi            |                                                                                    |
| イェリン・ユーン                         | 藤村歩                | てるみぃ             |                                                                                    |
| イヴェッタ・ノーノ                       | 藤村歩                | 葛西心               | 「KCIS」メンバー。                                                                 |
| ナギ・イマクルス                         | 藤村歩                | 葛西心               | 今来栖流師範代。                                                                   |
| ビアンカ・ロッカ                         | 藤村歩                | 木村樹崇             |                                                                                    |
| シグネ・マーニエミ                       | 藤村歩                | カヅチ               |                                                                                    |
| エルミ・レイノ                           | 藤村歩                | 天草帳               | ワロキエ家執事で、元暗殺者。EX:【幻影】                                            |
| レイ・クオンジ                           | 藤村歩                | 天草帳               | 久遠寺流当主。                                                                     |
| ヴィオレッタ・チッチ                     | 藤村歩                | Akefumi              |                                                                                    |
| サイミ・ヴァイノラ                       | 藤村歩                | あいにぃ1号          | 顔無しの暗殺者。                                                                   |
| オティーリエ・ハシェ                     | 藤村歩                | 空十雲               | 王国クオリア聖騎士団ノエミ隊メンバー。                                             |
| イーリス・ベルネット                     | 末柄里恵              | 亀小屋サト           |                                                                                    |
| クラウディア・カプア                     | 末柄里恵              | Nnyu                 |                                                                                    |
| クレア・ダーシー                         | 末柄里恵              | Nnyu                 |                                                                                    |
| アマリア・ハイラ                         | 末柄里恵              | 依存                 |                                                                                    |
| プルム・エクルース                       | 末柄里恵              | べる                 | 発明家兼暗殺者。                                                                   |
| アイヴィー・エイベル                     | 末柄里恵              | Suzuki               |                                                                                    |
| クラーラ・イェイエル                     | 末柄里恵              | kgr                  | ワグ・アイツ魔法学校図書館アルバイト。                                             |
| アレンカ・カレル                         | 末柄里恵              | 881                  |                                                                                    |
| メイベル・カミン                         | 末柄里恵              | 乃希                 |                                                                                    |
| ノーリーン・アシュリ                     | 末柄里恵              | 小鳥遊啓             |                                                                                    |
| ノエミ・ド・リール                       | 末柄里恵              | 空十雲               | 王国クオリア聖騎士団副団長、ノエミ隊隊長。                                         |
| アンナリーナ・レーン                     | 末柄里恵              | kr4                  | ワグ・アイツ魔法学校教師。                                                         |
| フィリス・エニス                         | 後藤麻衣              | 犬神リト             |                                                                                    |
| スヴェア・ヴァリ                         | 後藤麻衣              | 朱シオ               | ワグ・アイツ魔法学校生徒。                                                         |
| マドカ・ムグルマ                         | 後藤麻衣              | 亀小屋サト           | 今来栖流門下生。                                                                   |
| ダグマル・イエニーク                     | 後藤麻衣              | クロごま             |                                                                                    |
| ロマナ・レドヴィナ                       | 後藤麻衣              | 依存                 | 夢見る少女弓師。衣装：【水着】                                                     |
| セイディ・ソーク                         | 後藤麻衣              | タケダ一樹           | 「サンシャイン・ナイツ」サブリーダー。                                             |
| アオイ・シモン                           | 後藤麻衣              | 倉澤もこ             | 久遠寺流門下生。EX:【四門の薙ぎ手】衣装：【正月】                                  |
| ファンヌ・ステニウス                     | 後藤麻衣              | ルシェ               | ワグ・アイツ魔法学校生徒。                                                         |
| コウ・クツキ                             | 後藤麻衣              | かたしな             |                                                                                    |
| イルゼ・アデナウアー                     | 後藤麻衣              | タネダヒワ           |                                                                                    |
| オーサ・オーケルバリ                     | 後藤麻衣              | まさる.jp            | ワグ・アイツ魔法学校図書館司書。                                                   |
| ティアナ・ヴィーク                       | 後藤麻衣              | machi                |                                                                                    |
| アザミノ・ハレン                         | 後藤麻衣              | がおう               | 刀鍛冶。                                                                           |
| ミルシュカ・マーハ                       | 後藤麻衣              | カヅチ               |                                                                                    |
| アウロラ・ホード                         | 後藤麻衣              | 小鳥遊啓             | ワグ・アイツ魔法学校非常勤講師。EX:【極光の魔科学士】                              |
| アンジェリク・ユメル                     | 後藤麻衣              | meth                 | 公国レマルギア円卓騎士第十位。                                                     |
| アン=マリー・エク                        | 後藤麻衣              | 長浜めぐみ           | ワグ・アイツ魔法学校卒業生。                                                       |
| アリツェ・ブレイハ                       | 平井祥恵              | きりさき             |                                                                                    |
| リッリ・ハーンパー                       | 平井祥恵              | きりさき             |                                                                                    |
| テレージア・ヴィーク                     | 平井祥恵              | U35                  | ヴィーク家次期当主。EX:【撫子色の鎚乙女】                                          |
| サーラ・ブルージェク                     | 平井祥恵              | はんなり甘味         |                                                                                    |
| レーナ・レームクール                     | 平井祥恵              | タケダ一樹           |                                                                                    |
| ジェナ・ミル                             | 平井祥恵              | 倉澤もこ             |                                                                                    |
| キルスティ・ヴェサ                       | 平井祥恵              | 長頼                 |                                                                                    |
| エルミーヌ・ユルフェ                     | 平井祥恵              | 宇路月あきら         |                                                                                    |
| リリヤ・アウッティ                       | 平井祥恵              | 米間                 | 元「ノイバウテン」メンバー。                                                       |
| キキョウ・ミウラ                         | 下山田綾華            | 犬神リト             |                                                                                    |
| ニナ・アルエ                             | 下山田綾華            | 十五日               | 「グリーンスリーヴス」メンバー。                                                   |
| リーズ・ボードリエ                       | 下山田綾華            | 依存                 | 王国クオリア聖騎士団ヴィオレッタ隊メンバー。衣装：【温泉】                         |
| ロミーナ・バッシ                         | 下山田綾華            | 倉澤もこ             |                                                                                    |
| カーリナ・ナルヒ                         | 下山田綾華            | 朱シオ               |                                                                                    |
| イレーヌ・ルエル                         | 下山田綾華            | 乃希                 |                                                                                    |
| ユーリア・ローゼ                         | 下山田綾華            | 長頼                 |                                                                                    |
| サシャ・パヴェルカ                       | 下山田綾華            | 小鳥遊啓             | 「グリーンスリーヴス」リーダー。                                                   |
| オウカ・クサナギ                         | 冨岡美沙子            | がおう               |                                                                                    |
| アウリ・ハユハ                           | 冨岡美沙子            | まさる.jp            | エクルの双剣士。衣装：【水着】                                                     |
| ユイ・カシン                             | 冨岡美沙子            | 依存                 |                                                                                    |
| テロワーニュ・デルベ                     | 冨岡美沙子            | すをん               |                                                                                    |
| ヘルガ・パッヘルベル                     | 冨岡美沙子            | KeG                  |                                                                                    |
| デニサ・ドレクスレル                     | 冨岡美沙子            | GAN                  |                                                                                    |
| ミレナ・カサノヴァ                       | 松元惠                | ideolo               |                                                                                    |
| エルザ・ノウェム                         | 松元惠                | 天草帳               | ノウェム族の長。衣装：【温泉】                                                     |
| アセリア・フラル                         | 松元惠                | 亀小屋サト           |                                                                                    |
| モード・ブラック                         | 松元惠                | 朝日川日和           | 煌心出身の剣士。衣装：【バレンタイン】                                             |
| ルイ・コクトー                           | 松元惠                | nyoro                | 幽霊街オキュルトの賞金稼ぎ。衣装：【温泉】                                         |
| ララ・スワン                             | 佐藤奏美              | hide448              |                                                                                    |
| エンジュ・イマクルス                     | 佐藤奏美              | refeia               |                                                                                    |
| リウリル・ノレア                         | 佐藤奏美              | カヅチ               |                                                                                    |
| フィニアン・メレス                       | 佐藤奏美              | レルシー             |                                                                                    |
| リルア・シャルルア                       | 佐藤奏美              | 倉澤もこ             |                                                                                    |
| フィーネ・アイメルト                     | 国仲奏絵              | kgr                  | 元傭兵。バー「バーンホーフ」マスター。                                             |
| シビル・ツヴァイク                       | 国仲奏絵              | 小鳥遊啓             | 三相天位"漆黒騎士"。衣装：【ハロウィン】                                           |
| シラユリ・サクラ                         | 国仲奏絵              | GAN                  | 倭国の古き神社の巫女。衣装：【水着】                                               |
| ジーナ・ジェスアルド                     | 広瀬さや              | 茶葉猫               |                                                                                    |
| アレクシア・ドヌーヴ                     | 広瀬さや              | GAN                  | 記憶喪失のバー「バーンホーフ」ウェイトレス。衣装：【クリスマス】                   |
| ミレイユ・ランボー                       | 広瀬さや              | nyoro                |                                                                                    |
| ヒサメ・シャカドウ                       | 伊藤かな恵            | 加藤いつわ           |                                                                                    |
| メイア・ナス                             | 伊藤かな恵            | kgr                  | 「那須十一姫」十女。神威四天王。                                                   |
| アルモニカ・レフラ                       | 伊藤かな恵            | 茶葉猫               | 公国レマルギア円卓騎士第四位。衣装：【ハロウィン】                                 |
| シャルロット・デオン                     | 堀江由衣              | 茶葉猫               | エデンシェイド囚人、"ジョーカー・オブ・エデン"。                                   |
| ウィズ                                   | 堀江由衣              | -                    | 『この素晴らしい世界に祝福を!2』コラボ社員                                         |
| フェリックス・アーガイル                 | 堀江由衣              | RiE                  | 『Re:ゼロから始める異世界生活』コラボ社員                                          |
| ノナ・エインズワース                     | 花澤香菜              | ゆきさん             | 三相天位"白銀騎士"。衣装：【正月】                                                 |
| アニエス・バリエ                         | 花澤香菜              | レルシー             | 「ノイバウテン」メンバー。衣装：【水着】                                           |
| 赤血球                                   | 花澤香菜              | -                    | 『はたらく細胞』コラボ社員                                                         |
| ココ・ロココ                             | 金元寿子              | 八重樫南             | 自称ノウェム族最強の戦士。衣装：【水着】                                           |
| ミリアム・ロシュミット                   | 金元寿子              | 小鳥遊啓             |                                                                                    |
| シンツィア・ギリア                       | 金元寿子              | 茶葉猫               | ヴァルキュリア騎士団筆頭。衣装：【クリスマス】                                     |
| エアリス・リデル                         | 鬼頭明里              | 茶葉猫               | 「ノイバウテン」幹部。                                                             |
| ファナリル・ネイ                         | 仙台エリ              | 小鳥遊啓             | "蒼薔薇"の異名を持つ剣士。                                                         |
| レニ・ヘルツォーク                       | 仙台エリ              | refeia               | 「ノイバウテン」幹部でサラ=ムーンの側近。                                          |
| ハーモニクス・アクス                     | 仙台エリ              | 白谷こなか           | ヴァルキュリア騎士団シュヴェルトライテ隊隊長。衣装：【正月】                       |
| ナデージュ・ロロナ                       | 高森奈津美            | すをん               | 元海賊。                                                                           |
| カロル・ラ・トゥール                     | 高森奈津美            | 白谷こなか           |                                                                                    |
| リド・クロムウェル                       | 高森奈津美            | refeia               | 義腕、義足の「クロムウェル研究所」研究員。衣装：【水着】                           |
| フランチェスカ・ドニ                     | 高森奈津美            | GAN                  |                                                                                    |
| ハイジ・ダールベルク                     | 高森奈津美            | shnva                | エゲリア騎士学校生徒。                                                             |
| ニコラ・ロンブローゾ                     | 竹内仁美              | KeG                  | エデンシェイド職員。                                                               |
| レヴィ・イェザン                         | 竹内仁美              | 小鳥遊啓             | 美と愛を司るヘルガノン八柱の一柱。衣装：【ハロウィン】                             |
| コハル・サクヤ                           | 大津愛理              | GAN                  |                                                                                    |
| シルヴィナ・フォーレン                   | 大津愛理              | ファルまろ           |                                                                                    |
| ユズリハ・アガタ                         | 渡谷美帆              | 朝日川日和           |                                                                                    |
| カスミ・アクタ                           | 渡谷美帆              | 依存                 |                                                                                    |
| ルツィエル・フュエル                     | 斎藤千和              | 茶葉猫               | 魔郷ヘルガノンの女王。EX:【魔郷の女王】衣装：【水着】                              |
| クロエ・フォン・アインツベルン           | 斎藤千和              | SILVER LINK.         | 『Fate/kaleid liner プリズマ☆イリヤ ドライ!!』コラボ社員                           |
| イェン・シ                               | 喜多村英梨            | 八重樫南             | 神威煌心丞相。「バトルフィールド」大元帥。                                         |
| エイダ・クロムウェル                     | 沢城みゆき            | refeia               | 転移者。「クロムウェル研究所」所長。                                               |
| 初瀬いづな                               | 沢城みゆき            | MADHOUSE             | 『ノーゲーム・ノーライフ』コラボ社員                                               |
| リィン・リーンベル                       | 名塚佳織              | 木塚カナタ           | セフィロート文明のアンドロイド。「クロムウェル研究所」所属のメイド。衣装：【水着】 |
| 美遊・エーデルフェルト                   | 名塚佳織              | SILVER LINK.         | 『Fate/kaleid liner プリズマ☆イリヤ ドライ!!』コラボ社員                           |
| シーヴ・ルーマン                         | 渡部美月              | カヅチ               |                                                                                    |
| クロエ・ヴェルレーヌ                     | 渡部美月              | nyoro                |                                                                                    |
| ロキア・ローゲル                         | 伊瀬茉莉也            | よるしま             | 魔郷出身の吟遊詩人。                                                               |
| カナハ・ヴィノクロフ                     | 伊瀬茉莉也            | meth                 | 呪われた転移者の旅人。衣装：【水着】                                               |
| パティー・バティー                       | 近藤玲奈              | Ryuji                | 魔郷ヘルガノンの神出鬼没の監視官。                                                 |
| メアリー・ディケンズ                     | 近藤玲奈              | refeia               |                                                                                    |
| ヴィクトワール・アミ                     | 近藤玲奈              | necömi               | エゲリア騎士学校生徒会長。                                                         |
| マモン・ベルセリス                       | 大久保藍子            | ks                   |                                                                                    |
| オン・イズモ                             | 大久保藍子            | カヅチ               |                                                                                    |
| エリィ・ヘルダーリン                     | 高柳知葉              | KeG                  |                                                                                    |
| アストリッド・リンネ                     | 高柳知葉              | 木塚カナタ           | 「クロムウェル研究所」副所長。衣装：【正月】                                       |
| アキラ・キラ                             | 西連寺亜希            | 倉澤もこ             | 転移者の魔法少女。                                                                 |
| ロッサナ・プラダ                         | 西連寺亜希            | 白谷こなか           |                                                                                    |
| スズカ・オトナシ                         | 田中那実              | hide448              |                                                                                    |
| ルーシー・ルートゥ                       | 田中那実              | 倉澤もこ             |                                                                                    |
| ルルシエ・ネエル                         | 前田恵                | ゆきさん             |                                                                                    |
| ヌーヴェリア・ノイン                     | 小串麻依              | meth                 |                                                                                    |
| ミカエラ・ザッカルド                     | 内田彩                | 天草帳               | 三相天位"黄金騎士"。衣装：【正月】                                                 |
| ノーマ・シーン                           | 夏怜                  | 依存                 | 「向日葵の家」準指導員。                                                           |
| インガ・レーヴライン                     | 京あやな              | 長頼                 |                                                                                    |
| ノマドア・ニヒル                         | 佐倉綾音              | ももこ               | 精霊郷枢密院議長。衣装：【温泉】                                                   |
| セン・ヤガミ                             | 仲谷明香              | ゆきさん             |                                                                                    |
| プルルア・カプル                         | 戸田めぐみ            | タケダ一樹           |                                                                                    |
| ルナリア・レム                           | 稲瀬葵                | 都嵩                 |                                                                                    |
| メイツィア・ギリア                       | 佐倉薫                | イチノセ奏           | ヴァルキュリア騎士団グリムゲルデ隊メンバー。                                       |
| ペルリタ・バディア                       | 逢田梨香子            | 小鳥遊啓             | 精霊郷枢密院議長補佐。                                                             |
| クウェス・イクウェル                     | 竹達彩奈              | ももこ               | ドラゴニュート。衣装：【水着】、【正月】                                           |
| ノクゥア・アクルア                       | 山根綺                | かたしな             |                                                                                    |
| イシル・ラウレス                         | 大和田仁美            | シソ                 |                                                                                    |
| エイル・ボーフォート                     | 諏訪ななか            | 茶葉猫               | 古エルフの末裔で「ノイバウテン」初代首領の娘。衣装：【バレンタイン】               |
| チセリ・ナス                             | 山岡ゆり              | 白谷こなか           | 「那須十一姫」末妹。                                                               |
| ハーマイニア・ブレア                     | 鈴木みのり            | yaman**              |                                                                                    |
| ヴィ・ヴェリオル                         | 原由実                | やすも               | 混沌と秩序を司るヘルガノン八柱の一柱で魔郷ヘルガノンの摂政。                       |
| グローリア・バーニ                       | 立花りあん            | shnva                | エゲリア騎士学校生徒会書記。                                                       |
| イト・ヨヒトヨ                           | 小松未可子            | 依存                 | 転移者。夜一夜流免許皆伝。衣装：【水着】                                           |
| フローレンス・レイン                     | 黒沢ともよ            | D☆Lange              |                                                                                    |
| チナツ・サクヤ                           | 有賀友利恵            | GAN                  |                                                                                    |
| クィン・リーンベル                       | 茅原実里              | 木塚カナタ           | セフィロート文明のアンドロイド。                                                   |
| エーリカ・ハイゼ                         | 荒浪和沙              | シソ                 | エゲリア騎士学校生徒会副会長。                                                     |
| アグネス・ケーニヒ                       | 村井美里              | yaman**              |                                                                                    |
| ナルルカ・ニルカ                         | 美坂朱音              | ゆきさん             |                                                                                    |
| セツナ・フワ                             | 山口立花子            | 八重樫南             |                                                                                    |
| ビッキー・ロー                           | 明坂聡美              | タケダ一樹           |                                                                                    |
| ルゥデ・シ・エルデ                       | 白石涼子              | necömi               |                                                                                    |
| メイジー・ルージェ                       | 野川さくら            | やつは               |                                                                                    |
| キッカ・スメラギ                         | 綾音まこ              | タケダ一樹           | エゲリア騎士学校教師                                                               |
| リーリア・ミーリア                       | 小林ゆう              | 依存                 | エゲリア騎士学校教師                                                               |
| オーレリア・ディリア                     | 井上ほの花            | DeeCHA               |                                                                                    |
| ピア・パレンバーグ                       | 神谷早矢佳            | Bison倉鼠            |                                                                                    |
| プリシラ・ジーノ                         | 大森日雅              | イチノセ奏           |                                                                                    |
| アクセリナ・セルナ                       | 根本優奈              | まさる.jp            |                                                                                    |
| ノイツ・クァルツ                         | 悠木碧                | ももこ               |                                                                                    |
| クリシェ・リエルシェ                     | 中原麻衣              | meth                 |                                                                                    |
| ロゼ・ドルイユ                           | 後藤沙緒里            | GAN                  |                                                                                    |
| ルネ・ドルイユ                           | 小倉唯                | カンザリン           |                                                                                    |
| ベランジェール・バレ                     | 大橋彩香              | DeeCHA               |                                                                                    |
| リブシェ・カリヴォダ                     | 井上麻里奈            | necömi               |                                                                                    |
| シャルーナ・コフリー                     | 福山綾夏              | ファルまろ           |                                                                                    |
| リューリ・カリ                           | 加藤英美里            | 那流                 | 召喚魔法士。                                                                       |
| シュヴィ                                 | 茅野愛衣              | MADHOUSE             | 『ノーゲーム・ノーライフ ゼロ』コラボ社員                                          |
| 白                                       | 茅野愛衣              | MADHOUSE             | 『ノーゲーム・ノーライフ』コラボ社員                                               |
| ダクネス                                 | 茅野愛衣              | -                    | 『この素晴らしい世界に祝福を!2』コラボ社員                                         |
| ジブリール≪斧≫                           | 田村ゆかり            | MADHOUSE             | 『ノーゲーム・ノーライフ ゼロ』コラボ社員                                          |
| ジブリール≪魔≫                           | 田村ゆかり            | MADHOUSE             | 『ノーゲーム・ノーライフ』コラボ社員                                               |
| シンク・ニルヴァレン                     | 能登麻美子            | MADHOUSE             | 『ノーゲーム・ノーライフ ゼロ』コラボ社員                                          |
| ステファニー・ドーラ                     | 日笠陽子              | MADHOUSE             | 『ノーゲーム・ノーライフ』コラボ社員                                               |
| アクア                                   | 雨宮天                | -                    | 『この素晴らしい世界に祝福を!2』コラボ社員                                         |
| めぐみん                                 | 高橋李依              | -                    | 『この素晴らしい世界に祝福を!2』コラボ社員                                         |
| エミリア                                 | 高橋李依              | RiE                  | 『Re:ゼロから始める異世界生活』コラボ社員                                          |
| エリス                                   | 諏訪彩花              | -                    | 『この素晴らしい世界に祝福を!2』コラボ社員                                         |
| ゆんゆん                                 | 豊崎愛生              | -                    | 『この素晴らしい世界に祝福を!2』コラボ社員                                         |
| クルシュ・カルステン                     | 井口裕香              | RiE                  | 『Re:ゼロから始める異世界生活』コラボ社員                                          |
| ラム                                     | 村川梨衣              | RiE                  | 『Re:ゼロから始める異世界生活』コラボ社員                                          |
| レム                                     | 水瀬いのり            | RiE                  | 『Re:ゼロから始める異世界生活』コラボ社員                                          |
| ベアトリス                               | 新井里美              | RiE                  | 『Re:ゼロから始める異世界生活』コラボ社員                                          |
| 血小板                                   | 長縄まりあ            | -                    | 『はたらく細胞』コラボ社員                                                         |
| マクロファージ                           | 井上喜久子            | -                    | 『はたらく細胞』コラボ社員                                                         |
| 好酸球                                   | M・A・O               | -                    | 『はたらく細胞』コラボ社員                                                         |
| マスト細胞                               | 川澄綾子              | -                    | 『はたらく細胞』コラボ社員                                                         |

## 開発
本作の発端は、クォータービューを用いた戦闘を持つ王道ファンタジーRPGをブラウザゲームとして実現するという企画だった。
他タイトルとの差別化に苦心する中、当時はまだ一般的ではなかった著名な声優やイラストレーターらを起用するという提案が寄せられるが、それでもまだ差別化としては不十分であるため、傭兵派遣会社という要素が導入された。
本作のプロデューサである梨木勇介は、プレイヤーが異世界に転移するという設定について「コラボレーション企画も幅を広げやすい意味でもよかったかなと思う」とインサイドとのメールインタビューの中で振り返っている。
その一方、梨木ら開発スタッフは一般的なRPGの用語を本作の世界観に合わせる作業に苦労しており、世界観とのずれが生じないように細心の注意を払った。
その一例として、履歴書を先行で閲覧できる事前登録キャンペーンでは複数の履歴書の中から3人の内定者を選ぶことができたが、ユーザーからキャラクターの内定を取り消すのが辛いという声が相次いだため、ユーザーがヒロインに感情移入できるよう急遽解雇ボイスが導入された。
また、本作はパラメータの調整項目が他のブラウザゲームよりも多かったため、開発スタッフ達はリリース直前までバランス調整に苦労した。
梨木は「ガチャを回して多くのキャラクターを手に入れて合成してレベルアップ」という仕組みの導入を避けたいと考え、クエストを通じてキャラクターを育成するという方式が導入した。

### リリース後
リリース直後、クエストをプレイ中にエラーや回線切断等でプレイできなくなった場合、クエスト実行時に消費したパン（スタミナアイテム）が消費されたまま、クエストを実行していないとみなされることが問題視され、「パン返して」という抗議の声もあがるほどだった。この問題はのちに解決され、クエスト中に中断した場合は途中からリスタートできるようになった。

## スタッフ
- プロデューサ：梨木勇介[2]
- 音楽:伊藤賢治、渡辺崇司
- 主題歌 「Startup」

作曲・編曲：東ダイゴー、作詞・歌：霜月はるか

## 書籍
ビジュアルブック
- 「かんぱに☆ガールズ　公式ファンブック」（宝島社、2016年7月11日発売）

小説
- 「かんぱに☆ガールズ 社長!!出撃のお時間です!」（エンターブレイン/ファミ通文庫、2015年4月30日発売）
- 「かんぱに☆ガールズ 社長!!またまた出撃のお時間です!」（エンターブレイン/ファミ通文庫、2015年9月30日発売）

## 派生タイトル
かんぱに☆ガールズ RE：BLOOM
本作のIPを使用したNFTコンテンツ（ブロックチェーンゲーム）。開発・運営はDMM Crypto。2024年10月1日サービス開始。
DMM CryptoのWeb3.0プロジェクト「Seamoon Protocol」の中止に伴い、2025年1月31日をもってサービスを終了した。